# Emily Bovell
Emily Bovell (Londen, 21 februari 1841 - Nice, april 1885) was een Britse arts. Ze was een van de Edinburgh Seven, een groep van vrouwelijke studenten die in maart 1869 geneeskunde ging studeren aan de Universiteit van Edinburgh.

## Biografie
Emily Bovell werd op 21 februari 1841 geboren in Londen als dochter van Sarah Louisa (née Jones) en John Roach Bovell (1803-1852). Ze volgde haar opleiding aan het Queens College in Londen, waar ze een tijdje actief bleef als wiskundeleraar.

### Edinburgh Seven
Hoewel ze wordt gezien als een van de Edinburgh Seven, ontbreekt haar naam in de inschrijvingsgegevens van 1869 van de Universiteit van Edinburgh voor het academiejaar 1869/70 (de andere vrouwelijke studenten Mary Anderson, Matilda Chaplin, Helen Evans, Sophia Jex-Blake, Edith Pechey en Isabel Thorne staan daar wel vermeld). Eind 1870 won ze een studiebeurs gesponsord door Katharine Russell, burggravin Amberley, en in 1871 voegde ze zich bij Sophia Jex-Blake en de anderen aan de Universiteit van Edinburgh om medicijnen te studeren.
De vrouwelijke studenten kregen meer en meer met vijandigheid te maken. Ze ontvingen obscene brieven, werden naar huis gevolgd, er werd vuurwerk aan de voordeur bevestigd en er werd met modder en afval naar hen gegooid. Invloedrijke leden van de medische faculteit overtuigden de universiteit er uiteindelijk van om de vrouwen hun afstuderen te weigeren door in beroep te gaan bij hogere rechtbanken. De rechtbank oordeelde uiteindelijk dat de vrouwen die een diploma hadden behaald nooit aan de cursus hadden mogen deelnemen. Hun diploma's werden ingetrokken en de campagne in Edinburgh mislukte in 1873. Een aantal van de vrouwen gingen naar Europese universiteiten die vrouwen al toestonden af te studeren en voltooiden daar hun studie.

### Medische studies
In 1873 verhuisde ze naar Parijs om haar medische studies voort te zetten toen het niet langer mogelijk was om in Edinburgh verder te studeren en uiteindelijk studeerde ze in 1877 af als arts. Het onderwerp van haar medische proefschrift was De quelques accidents de l'épilepsie et de l'hystéro-épilepsie (Congestieve verschijnselen na epilepsie en hystero-epilepsie).

### Medische carrière
Bovell ontmoette haar man, de arts William Allen Sturge in Parijs in 1877, en ze keerden samen terug naar Londen, waar ze op 27 september trouwden in de St. Saviour's Church in Pimlico. Daarna richtten ze samen een praktijk op in Wimpole Street en Bovell hernieuwde haar relatie met Queen's College waar ze lezingen over fysiologie en hygiëne en ambulancelessen gaf voor vrouwen. Haar man was een groot voorstander van haar professionele carrière en de zaak van de medische opleiding voor vrouwen in het algemeen. Vijf van zijn zussen hadden campagne gevoerd voor het hoger onderwijs voor vrouwen, waaronder Emily Sturge. Als erkenning voor haar bijdrage aan de medische professie werd Bovell in 1880 door de Franse regering genomineerd voor de Officier d'Academie, een onderscheiding die zelden aan vrouwen wordt toegekend.
In 1881 gaven zij en haar man, als gevolg van haar slechte gezondheid, hun praktijk in Londen op en verhuisden naar Nice. Bovell richtte haar eigen praktijk op in Nice en als eerste vrouwelijke arts kreeg ze een groot aantal vrouwelijke patiënten. Ze voerde er campagne om de volksgezondheid en de riolering te verbeteren. In 1884 werd haar longkwaal ernstiger en begin april 1885 stierf ze. Ze werd begraven op de begraafplaats Sainte Marguerite in Nice. Na haar dood richtte haar man een laboratorium in Queen's College, Harley Street op, dat hij het Bovell-Sturge-laboratorium noemde.

## Erkenning
De Edinburgh Seven ontvingen op 6 juli 2019, 150 jaar nadat zij zouden hebben moeten afstuderen, postuum een eredoctoraat van de Universiteit van Edinburgh. De diploma's werden door een huidige groep vrouwelijke studenten van de Edinburgh Medical School in ontvangst genomen. De diploma-uitreiking was de eerste van een reeks evenementen die door de Universiteit van Edinburgh waren gepland om de prestaties en het belang van de Edinburgh Seven te herdenken.